# The Platinum Collection (Alice)
The Platinum Collection è un album raccolta della cantante italiana Alice, pubblicata il 15 marzo 2011 dalla EMI.
La raccolta è composta da 3 CD, per un totale di 54 canzoni. Si tratta del primo "greatest hits" che ricopre interamente la carriera della cantante, con brani che vanno dal 1972 al 2009.
Il CD contiene duetti con Franco Battiato, Morgan, Peter Hammil e Stefan Waggershausen. Il brano Open Your Eyes (singolo del 1998 cantato con Skye Edwards) è presente invece in una versione inedita senza duetto.

## Disco 1
1. Una notte speciale
2. Nomadi
3. Il giorno dell'indipendenza
4. In viaggio sul tuo viso
5. Principessa
6. Ecco i negozi (con Morgan)
7. Dammi la mano amore (live)
8. Il profumo del silenzio
9. Messaggio
10. Al principe
11. Guerriglia urbana
12. Non ero mai sola
13. Notte a Roma
14. Le baccanti
15. Sera
16. Chanson d'amour
17. La mano

## Disco 2
1. Chan-son egocentrique (con Franco Battiato)
2. Per Elisa
3. Volo di notte
4. I treni di Tozeur (con Franco Battiato)
5. Luce della sera
6. I Am a Taxi (Remix)
7. Summer on a Solitary Beach
8. Azimut
9. The Fool on the Hill
10. Viali di solitudine
11. Il sole nella pioggia
12. In piedi su uno specchio
13. Una sera di novembre
14. Tramonto urbano
15. La recessione
16. Sarà
17. 1943 (live)
18. L'ombra della luce

## Disco 3
1. Il vento caldo dell'estate
2. Open Your Eyes
3. Neve d'aprile
4. A cosa pensano
5. Luci lontane
6. Solo un'idea
7. Rain Town
8. Visioni
9. Un'isola (come Alice Visconti)
10. Io voglio vivere (come Alice Visconti)
11. Il senso dei desideri
12. Lenzuoli bianchi
13. A te...
14. Prospettiva Nevski
15. L'apparenza
16. Now and Forever (con Peter Hammill)
17. La festa mia (come Carla Bissi)
18. Pie Jesu